# Герловины
Герловины — супруги Римма Герловина и Валерий Герловин — российские художники, наиболее последовательные представители московского концептуализма.

Совместно работают с 1971 года. Были частыми участниками неофициальных выставок в Москве. В 1979 году эмигрировали в США, живут в Нью-Йорке. Художники, авторы графических работ, фотографий, объектов, инсталляций и перфомансов.
«В искусстве мы работали по отдельности и вместе. Оставаясь самим собой, и тот, и другой был одновременно „друг другом“».
По мнению искусствоведа Татьяны Назаренко,

Герловины разработали собственную систему выявления глубинной семантики слов, основывающуюся на проецировании психологем и мифологем интуитивно осваиваемого пространства на эмпирическую реальность с последующей визуализацией метафорически прочитанного дискурса. <…> В их работах распознаваемы элементы символики иудаизма и христианства, философии дзен-буддизма, античной мифологии, американской поп-культуры, что обусловливает возможность поливариантного прочтения композиций.

Опубликовали книгу о неофициальном русском искусстве 1960—1980-х гг. «Русский самиздат арт» (англ. Russian Samizdat Art; Нью-Йорк, 1986, со статьёй Джона Боулта; также польское издание пол. Rosyjska sztuka samizdatu, 1990).
Работы Герловиных имеются в собраниях Третьяковской галереи, Музея Пола Гетти, Хьюстонского художественного музея, Чикагского института искусств, Международного Центра Фотографии в Нью-Йорке и других музеев. Работы Герловиных выставлялись на Венецианнской биеннале, в Смитсоновском музее американского искусства, Бундескунстхалле, Музее современного искусства в Париже и др. Фотоработы Герловиных попадали на обложки журналов The New York Time Magazine, Ear. Magazine of New Music, Zoom.

## Творчество

### Московский период (1972-1979)

#### Альбомы и тактильные объекты
Ранее совместное творчество Риммы и Валерия составляют абсурдистские альбомы и объекты.
Первым появился альбом 1977 года «Семантика возможных миров». Для его создания художники использовали фотографии, которые были сделаны для оформления книги о лечебной гимнастике в издательстве «Знание». Альбом состоит из серии снимков Риммы в роли «модуля», показывающего возможные формы, которые способна принимать материя (собственно гимнастические упражнения). Под фотографиями имелись подписи в духе «Модуль заменяется его наглядным описанием» или «Модуль является воплощением другого модуля, умершего в близлежащем возможном мире».
Следующий альбом был посвящён сновидениям и назывался «Деревья. Сны Риммы и Валерия Герловиных с 1 по 21 янв. 1978 г., Начальные сведения по фотографированию снов». Альбом представлял собой пародию на научный труд, исследующий способы контроля снов и методы их фотографирования. На фотографиях был запечатлён зимний лес, иногда с художниками, вместе или по отдельности, а подписи к фотографиям фиксировали, что снилось авторам в конкретный день. Например, «7 янв. Нам приснилось, что это дерево умерло 29 лет назад, не изменив при этом своего внешнего вида». Особое внимание художники уделили странному течению времени в сновидениях, в чём-то перекликающемуся со временем мифологическим.
Альбом 1978 года «Теория свободного перенесения функций» давал зрителю возможность играть с функциями знакомых предметов. В него входил набор фотографий с изображениями людей, предметов, животных и пейзажей, которые можно было распределять по ячейкам, нашитым на тканевое полотно. Под ячейками были подписаны функции, например, «эмигрант», «цвет морской волны», «рот», «театр» или «заброшенная поляна», и зритель мог перекладывать снимки в любых конфигурациях, ломая привычный взгляд на вещи, но в то же время оставаясь в рамках жёсткой системы, некоего упорядоченного хаоса.  
Помимо альбомов на раннем этапе Римма и Валерий создавали тактильные объекты, делая тактильное взаимодействие их основной особенностью. По словам художников, «Тактильностью измеряется всё, что можно потрогать; это наиболее грубая форма восприятия мира, но именно в ней человек наиболее уверен, базируя на ней своё суждение».
Тактильный объект «Who is Who» («Кто есть кто»), созданный в 1977 году, представлял собой «энциклопедию» в виде мешка, наполненного мягкими подушечками из разноцветной ткани, на которых имелись бирки с самоопределениями: «Я идол», «Я конец света», «Я в мешке», «Я это ты» и т.п. По мысли художников, это работа обнаруживала единый жизненный принцип в множественных проявлениях, так как в конечном счёте все подушечки были из одного и того же материала, хотя и определяли себя по-разному.
Другой тактильный объект того же года, «Лошадь в виде червяка», представлял собой десятиметровую чёрную «змею» с отсеками, в которые были вшиты разнообразные предметы, исследовать которые можно было только на ощупь. Каждый предмет сопровождался биркой, например, «это не мой конец», «мой голос», «фальшивка», «Не дотрагивайся до меня здесь!». Предметы эти заставляли задуматься над сущностью материи и напоминали кантовские «вещи-в-себе», которые человек может постигнуть только через их явления, но истинная их природа остаётся недоступной для познания.
Ещё один тактильный объект в этом же роде объясняется через своё название: «Предметы с планеты РС-9Х, обнаруженные на земле 24.12.1977 г. в Москве (560 северной широты, 37,50 восточной долготы. Предметы хранятся в чёрных чехлах, т.к. в любых других условиях они теряют свою форму.)». Здесь работает тот же принцип невозможности зрительного восприятия, что и понуждает зрителя к тактильному исследованию.
В том же году созданы концептуальные объекты «Камни» и «Сверхфункциональное полотно». Первый представлял собой набор из 160 камней с их биографическими карточками, второй – отрез ткани (материи как таковой) с набором карточек, предлагающих разные способы её использования, от паруса до погребального савана.

#### Перформансы
В конце 70-х годов, незадолго до отъезда в США, Римма и Валерий не только создают концептуальные объекты и альбомы, но и устраивают перформансы. Большая их часть относится к 1977 году и, подобно «Поездкам за город» советской арт-группы «Коллективные действия», которые начались в тот же период, многие из них проводились на природе, например, «Зима-Лето», «Солнечные часы», «Викторина», «Костюмы». Помимо самих художников в перформансах принимали участие также друзья Герловиных. Многие их перформансы были задокументированы фотографом Виктором Новацким.
Перформанс «Зима-Лето» был проведён в 1976-1977 году. Римма и Валерий были дважды засняты в Измайлово на одном и том же месте и в той же одежде, зимой и летом. По мысли художников, их собственная неизменность противопоставлялась изменчивости природы, подчёркивая роль стойкости и воспитания чувств для противостояния внешним воздействиям и поворотам судьбы.
В «Солнечных часах» (1977) Римма выступала в роли антропоморфной часовой стрелки солнечных часов, нарисованных на земле. Было сделано несколько снимков, фиксирующих разное положение тени. Перформанс затрагивал тему отношений человека и времени, его зависимости от него или, наоборот, возможности выйти за пределы своего времени.
Перформанс «Большая медведица» (09.05.1977) стал попыткой связать человеческие души в единую звёздную формацию: семеро участников, связанные верёвкой, сидели на траве, образуя собой созвездие Большой Медведицы.
«СССР - USA» (1977) метафорически демонстрировал, как государственная идеология и коллективное мышление страны накладывает отпечаток на человека, буквально превращаясь во вторую кожу или же клеймо. На фотографиях Виктора Новацкого Валерий предстаёт спиной к зрителю, на одном из снимков с надписью «СССР», на другом – «USA».
Групповой перформанс «Викторина» (09.05.1977) обращался к теме выбора и провидения в человеческой судьбе. Участникам было предложено выбрать себе одну из одиннадцати табличек, так что каждый получал свой номер, а потом отгадать, в какой последовательности умрут участники перформанса. Все участники составляли список, следуя своей логике, например, принимая в расчёт пол и возраст. Валерий оставил список, как есть, т. е. в соответствии с тем, какие номера выбрали себе участники в начале перформанса. Получившийся список отражал действие коллективного бессознательного: ответ уже содержался в выборе номера, хотя участники ещё не знали, в чём суть перформанса. Составил ли кто-то из участников правильный список, станет ясно только со временем.   
Перформанс «Зоо – homo sapiens», проведённый в мастерской Герловиных в Измайлово (17.02.1977), обыгрывал идею зоопарка: обнажённые Римма и Валерий сидели в нише, отделённой прутьями, а рядом висела табличка с надписью «Homo Sapiens. Класс млекопитающих. Самец и самка». На одной из фотографий рядом стоит женщина, рассматривающая их, подобно животным в клетке, что ещё усиливает впечатление. Эта работа затрагивала множество тем и контекстов. Её можно было интерпретировать и политически, как состояние несвободы человека, проживающего в тоталитарной стране, и метафорически, как пленение человеческой души в теле или невозможности выйти за пределы неких психологических или социальных ограничений. Сами художники подчёркивали важность библейского мотива Адама и Евы для понимания этого перформанса: «речь идёт о символической мистерии падения духа в плоть».
Ещё один перформанс, продолжающий тему телесного и духовного, «Костюмы», был проведён в Быково на лоне природы (01.05.1997). На снимках Рима и Валерий, подобно библейским персонажам, гуляют по саду, облачённые в одежды с изображёнными на них обнажёнными телами. Идея наготы здесь претерпевала инверсию, и обнажённое тело играло роль одеяния души (или же клетки в соответствии с христианской концепцией плоти как темницы духа).
Перформансы «Костюмы» и особенно «Зоо – homo sapiens», где Римма и Валерий были полностью обнажены, были радикальны для того времени, так как в Советском Союзе существовал запрет на изображение наготы, и художники могли понести уголовное наказание по статье «изготовление или сбыт порнографических предметов». 

### Нью-Йоркский период

#### Совместные Фотоконцепты
В середине 1980-х годов Герловины обратились к фотографии, которая постепенно стала для них одним из основных творческих медиа. Нередко в фотографических сериях повторяются мотивы, которые встречались в ранних работах. Снимки представляют собой фотопортреты Риммы и Валерия крупным планом, на лица и другие части тела наносятся слова и рисунки, волосы Риммы часто используются для создания художественного образа. Большая часть фотографических работ англоязычна.
В фотографических сериях Герловины продолжают исследовать философские вопросы, которые волновали их в раннем творчестве, обращаясь к темам жизни и смерти, материи и духа, микрокосма и макрокосма, реальности и иллюзорности, и буквально пропускают их через собственное тело. При этом художники подчёркивают, что их лица выступают здесь в качестве универсальных модулей, так что эти фотографии не следует воспринимать как портреты.
Фотоконцепты делятся на три цикла в соответствии с форматом снимков: «Фотоглифы» (квадрат), «Перхэппинесс» (прямоугольник) и «Фоторельефы» (различные скульптурные формы).

##### «Фотоглифы»
«Фотоглифы» («резьба светом») стали первой фотосерией художников. В ней были использованы приёмы визуальной поэзии, которые встречались ещё в раннем творчестве, например, в «Кругах» Риммы Герловиной. Слова и рисунки наносились прямо на лица художников, которые снимались крупным планом. Сам факт перенесения ранних концептуальных идей и мотивов на человеческое лицо, на кожу, имел большое значение для художников, так как эти концепты оказывались в прямом смысле слова на лице написаны: 
«Это были картины мыслей, написанные на лице, как на холсте. Наши мысли становились видимыми, получая дополнительный заряд не только от внешнего выражения, но и от психической, и ментальной организации всего организма в целом. Вышедшая из крови и плоти визуальная поэзия была представлена прямо на лице, как бы на обложке всего мыслительного процесса и его книги жизни».
Фотографии делались по заранее созданным скетчам, часто с использованием двойной экспозиции и разных технических ухищрений, но без компьютерных технологий. Это требовало огромной точности съёмки, а моделям иногда приходилось сидеть неподвижно часами. Художники воспринимали сам процесс съёмки как своеобразный перформанс, который обычно сопровождался прослушиванием барочной музыки.
В «Фотоглифах» выделяется серия снимков, сделанных с использованием зеркал, и серия с косичками, где из волос Риммы складываются разные фигуры.

##### «Perhappiness»
Название серии – неологизм, состоящий из двух слов: «perhaps» – «сомнение», и «happiness» – «счастье». В этой серии художники сосредоточились на образном мышлении, уйдя от визуальной поэзии к различным символам, вроде цветов, нитей, яиц, вуалей, жестов и т. п.
«В целом образы в серии «Перхэппинес» обладали готическими оттенками с каким-то отстранённым нарушением в перспективе построения: гротескные уменьшения и увеличения вносили элегичный драматизм, характерный также иконописным принципам».
В «Perhappiness» входят также «Завуалированная серия», в которой из сыпучего материала создаются полупрозрачные вуали, завесы и другие предметы, и «Суперструны», где используются нити. 

##### «Фоторельефы»
Главная особенность «Фоторельефов» заключается в попытке соединения фотографии со скульптурой. Снимки объединялись с металлическими конструкциями разных форм, создавая иллюзорный объём и складываясь в предметы и геометрические фигуры. Герловины замечают, что «приём, на котором построены «Фоторельефы», выводит «вовне» не только в смысле формы, но и, главным образом, содержания, проводя психологическую параллель между тремя срезами реальности: физической материальной, образной психологической и непостижимо трансцендентной».
Эта серия также делиться на несколько: «Плоские объёмы» (псевдообъёмные работы), «Складни» (сложенные из разных плоскостей), «Круги» и «Суперструны». 

#### Выставка Russian Samizdat Art («Русский самиздат арт»)
В 1982 году по предложению директора Нью-Йоркской галереи Franklin Furnace Марты Вильсон Римма и Валерий организовали выставку книг русских художников, сделав акцент на концептуальном самиздате. На ней были представлены работы 40 русских художников и поэтов, выставка прошла в более чем десяти галереях США и Канады.
Благодаря успеху выставки Герловиным предложили издать книгу по её материалам. Книга Russian Samizdat Art вышла в 1986 году (Russian Samizdat Art, 1986, Willis, Locker, & Owens, New York). 
С 1981 по 1986 Герловины совместно с Вагричем Бахчаняном выпускали рукотворный журнал «Коллективная ферма», состоявший из подшитых конвертов. «В журнале использованы подлинные рисунки, ксероксы, печатки, коллажи, вырезки, трафаретная печать и особенно монопринты сделанные с помощью копировальной бумаги» Всего вышло шесть номеров журнала.